# Larry Bird
Larry Joe Bird (West Baden, Indiana, 7. prosinca 1956.) umirovljeni je američki profesionalni košarkaš. Igrao je na poziciji niskog krila ili krilnog centra. Izabran je u 1. krugu (6. ukupno) NBA drafta 1978. od strane Boston Celticsa. U svojoj trinaestogodišnjoj NBA karijeri ostvario je mnoge uspjehe. Igravši za Boston Celticse osvojio je tri NBA prstena, tri puta proglašavan je najkorisnijim igračem lige, dva puta najkorisnijim igračem NBA finala te je odnio i nagradu za novaka godine. Bird je dvanaesterostruki NBA All-Star, te je deset puta biran u All-NBA momčad i tri puta u All-Defensive momčad. Ušao je u Košarkašku Kuću slavnih 1998. godine. S američkom reprezentacijom SAD-a osvojio je zlatnu medalju na Olimpijskim igrama u Barceloni 1992. kao član legendarnog Dream teama.  

## Rani život i srednja škola
Rođen je u mjestu West Baden, Indiana, kao sin George Kens i Claudea Josepha "Joea" Birda. Odrastao je u oba grada French Licku i West Badenu i zbog toga je dobio kasniji nadimak "The Hick from French Lick." Obitelj Bird pratili su financijski problemi većinu Larryjevog djetinjstva. U jednom intervjuu za Sport Illustrated izjavio je da to što je bio siromašan u djetinjstvu kasnije mu je bila glavna motivacija. Birdov otac je imao problema s alkoholom i njegovi roditelji su se rastali. 1975. Birdov otac počinio je samoubojstvo. Unatoč obiteljskim nevoljama Bird je postao odličan košarkaš. Pohađao je srednju školu Springs Valley High School. Važan faktor u Birdovom uspjehu bio je i srednjoškolski trener Jim Jones koji je Birdu i njegovim prijateljima pomagao svaki dan. Bird je uvijek ostajao poslije treninga i još malo šutirao na koš.

## Sveučilište
Bird je odlučio pohađati sveučilište Indiana State. U svojoj biografiji napisao je kako se nisu dobro odnosili prema njemu i bio je često ismijavan od svojih suigrača u košarkaškoj momčadi na sveučilištu i zbog toga se odlučio na povratak u French Lick, Indiana gdje je kratko pohađao sveučilište Northwood. Uskoro je dobio posao u uličnoj službi i napustio sveučilište. Nakon godinu dana odlučio se na povratak u košarkašku momčad sveučilišta. Nakon dolaska Billa Hodgesa na mjesto glavnog trenera sveučilišta Bird je pristao na nastupe za košarkašku momčad. Bird je predvodio Sycamorese do NCAA finala protiv Magicovog Michigan Statea. Spartansi su predvodeni Magicom osvojili NCAA naslov pobijedivši Birdove Sycamorese rezultatom 75:64. Te sezone Sycamoresi su završili s omjerom 33-1. Bird je osvojio brojne nagrade za igrača godine. Nakon tri sezone na sveučilištu Bird je imao prosjek od 30,3 poena i postao je petim najboljim strijelcem u povijesti NCAA prvenstva. 

## NBA karijera

### Dolazak i prvi naslov (1979. – 1981.)
Na NBA draftu 1978. kao šesti izbor Celticsi su izabrali 206 cm visokog Larryja Birda. Bird se odlučio pohađati i četvrtu godinu sveučilišta i nije se odmah pridružio Celticsima. Celticsi su dobili prava na potpisivanje ugovora s Birdom prije isteka roka do drafta 1979. Nekoliko dana prije isteka roka Bird je potpisao ugovor vrijedan 650 000 američkih dolara i time postao članom Celticsa i najplaćenijim rookiejem u povijesti NBA lige. Ubrzo nakon tog događaja ta pravila su promijenjena. Njegov utjecaj na igru Celticsa odmah je bio vidljiv. Tijekom sezone 1978./79. Celticsi su imali omjer 29-53, a nakon dolaska Birda sezonu kasnije imali su najbolji omjer lige 61-21. Tijekom drafta 1979. izabran je Birdov sveučilišni ali i kasniji NBA rival Magic Johnson od strane Los Angeles Lakersa. Unatoč Magicovoj sjajnoj rookie sezoni, Bird je odnio nagradu za novaka godine i izabran je na All-Star utakmicu. Bird je prosječno postizao 21,3 poena, 10,4 skokova i 4,5 asistencija. U finalu Istočne konferencije bili su bolji Philadelphia 76ersi. Ovo je bio tek početak nadolazeće slave Celticsa. Nakon Birdove prve sezone uprava Bostona povukla je neke značajne poteze. Doveden je centar Robert Parish i pravo na 3. izbor u zamjenu za 1. i 13. izbor na draftu. Celticsi su kao treći izbor izabrali krilnog centra Kevina McHalea. S Birdom na niskom krilu i pod košem s McHaleom i Parishom Celticsi su dobili novi, jači i bolji izgled na terenu. Ovaj trojac obilježit će povijest Celticsa 80-ih godina. U drugoj sezoni Celticsi su predvođeni Birdom ostvarili doigravanje i ponovno se sučelili s Ervingovim 76ersima. Bird je pomogao nadoknaditi zaostatak od 3-1 i omogućiti Celticsima NBA finale gdje su pobijedili Houston Rocketse u šest utakmica. Bird je prosječno postizao 15,3 poena, 15,3 skokova i 7 asistencija. Ovaj je bio prvi od tri Birdova NBA naslova i prvi od pet nastupa u NBA finalu.

### Najkorisniji igrač, NBA naslovi i rivalstvo s Magicom Johnsonom (1982. – 1987.)
Nakon pristupanja Birda i Magica NBA ligi, koja je pretrpjela brojne neuspjehe i slabu gledanost tijekom 70-ih, uspjeli su je ponovno podići na noge. Postali su glavne zvijezde NBA lige. Magicovi Lakersi odnijeli su naslov 1980., Birdovi Celticsi 1981., a Magic je vratio osvajanjem naslova 1982. Magic i Bird prvi puta su se susreli u finalu NCAA lige 1979. gdje je Magicov Michigan State odnio pobjedu. Tijekom 80-ih puno puta su se susretali u regularnom dijelu, a i u NBA finalima 1984., 1985. i 1987. Uskoro je rivalstvo Celticsa i Lakersa, a pogotovo Magica i Birda postalo jednim od najvećih rivalstava u profesionalnom sportu. U NBA finalu 1984. Celticsi su pobijedili Lakerse u sedam utakmica, pobijedivši zadnju s rezultatom 111:102. Bird je tijekom te serije prosječno postizao 27,4 poena i 14 skokova po utakmici. Te sezone osvojio je nagradu za najkorisnijeg igrača lige i nagradu za najkorisnijeg igrača NBA finala. Iduće sezone U NBA finalu Lakersi pobjeđuju u šest utakmica. Tijekom te serije Bird je postizao 23,8 poena, 8,8 skokova i 5 asistencija po utakmici. Kao i prethodne sezone Bird je izabran za najkorisnijeg igrača lige. U sezoni 1985./86. Celticsi su angažirali centra Billa Waltona. To je bio vrlo riskantan potez Reda Auerbacha zbog Waltonovih brojnih ozljeda stopala. Sa zdravim Waltonom, McHaleom, Parishom i Birdom, Celticsi završavaju sezonu s omjerom 67-15 te se vraćaju u NBA finale 1986. Ovaj put nisu igrali s Lakersima već su igrali s Houston Rocketsima. Rocketse su dobili u šest utakmica i Bird je ponovno osvojio nagradu za najkorisnijeg igrača finala. Tijekom serije s Rocketsima prosječno je bilježio 24 poena, 9,7 skokova i 9,5 asistencija. Te iste sezone osvojio je treću nagradu za najkorisnijeg igrača lige zaredom. Tom nagradom pridružio se Billu Russellu i Wiltu Chamberlainu, jedinima koji su tu nagradu osvajali tri puta zaredom. Tijekom sezone 1986./87. Celticsi su ostvarili zadnje finale u Birdovoj karijeri. Tijekom doigravanja dosta su se mučili s Bucksima i Pistonsima ali su se ipak plasirali u finale gdje su ih ponovno čekali Lakersi. Uništeni brojnim ozljedama Celticsi su izgubili u šest utakmica koji su regularni dio završili sa 65 pobjeda. Bird je tijekom serije prosječno postizao 24,2 poena, 10 skokova i 5,5 asistencija po utakmici. 1988. Celticsi su ispali u finalu Istočne konferencije u šest utakmica od Detroita. Tijekom 80-ih Bird i Magic zajedno su osvojili 8 NBA naslova (5 Magic i 3 Bird). Rivalstvo Lakersa i Celticsa tijekom regularnog dijela, a pogotovo za vrijeme finala bilo je vrlo izraženo i popraćeno putem medija. U prvoj utakmici sezone 1987./88. igrali su Lakersi i Celticsi. Pobjedu su odnijeli Lakersi nevjerojatnim šutom sa zvukom sirene Magica Johnsona. Utakmica je završila rezultatom 115:114. Unatoč velikom rivalstvu na terenu Bird i Magic postali su prijatelji. To se vidjelo kada se Magic pojavio na Birdovom umirovljenju gdje ga je opisao kao "prijatelja zauvijek."

### Godine bez uspjeha i umirovljenje (1988. – 1992.)
U sezoni 1987./88. Bird je imao najbolje statistike u karijeri, ali Celticsi nisu uspjeli izboriti finale prvi puta u četiri godine. Izgubili su u finalu Istočne konferencije u šest utakmica od Detroit Pistonsa. Bird je iduće sezone odigrao samo 6 utakmica zbog ozljede pete. Bird se vratio 1989. ali je opet imao problema s leđima. U zadnje tri sezone s Celticsima prosječno je postizao preko 20 poena, 9 skokova i 7 asistencija po utakmici i odveo ih je do tri doigravanja. Birdova leđa sve teže su podnosila teret utakmica. Tijekom sezone 1990./91. Bird je odveo Celticse do omjera 29-5 ali je mora propustiti 22 utakmice zbog ozljeda. Otišao je na operaciju ali bez većeg uspjeha jer je iduće sezone ponovno propustio 37 utakmica. Tijekom finala Istočne konferencije protiv Cleveland Cavaliersa Bird je propustio 4 od 7 utakmica zbog problema s leđima. Nakon Olimpijskih igara u Barceloni 1992. Bird je spominjao umirovljenje od košarke. 18. kolovoza 1992. Bird je objavio konačno umirovljenje od profesionalne košarke. U svojoj karijeri prosječno je postizao preko 24 poena, 10 skokova i 6 asistencija. Ubrzo poslije Birdovog odlaska iz profesionalne košarke Celticsi su mu odlučili umiroviti dres s brojem 33. Ostao je zapamćen kao dominantan igrač i vođa na terenu.

### Karijera nakon umirovljenja
Celticsi su angažirali Birda kao asistenta kluba od 1992. do 1997. 1997. Bird je prihvatio mjesto glavnog trenera Pacersa. Unatoč neiskustvu na mjestu trenera Bird je sezonu završio s omjerom 58-24. To je bio najbolji dotadašnji omjer franšize i potisnuo je Bullse do sedam utakmica u finalu Istočne konferencije koje je na kraju i izgubio. Proglašen je trenerom godine zbog svojih zasluga i postao je jedini s nagradama za najkorisnijeg igrača lige i trenera godine. Odveo je Pacerse do dvije uzastopne titule centralne divizije i NBA finala 2000. godine. Ubrzo nakon završetka te sezone Bird je odstupio s mjesta glavnog trenera. 2003. Bird se vratio u Pacerse ali na mjesto predsjednika transakcija kluba gdje se iskazao s dobrim izborima trenera i igrača na draftu. 

## Reprezentacija
Tijekom ljeta 1992. godine Bird se pridružio brojnim NBA zvijezdama na Olimpijskim igrama u Barceloni, takozvani Dream team, gdje su osvojili zlatnu medalju. To je bilo prvi puta da su NBA zvijezde dobile dopuštenje za nastup na Olimpijskim igrama.

## Privatni život
Tijekom pohađanja sveučilišta Indiana State,  Bird se vjenčao sa srednjoškolskom ljubavi Janet Condra. Taj brak trajao je samo 11 mjeseci ali su dobili kćer Corrie koja je rođena 11. kolovoza 1977. Corrie se pojavila 1998. godine u emisiji The Oprah Winfrey Show i tvrdila da je kćer Larryja Birda iz njegovog prvog braka sredinom 80-ih. Corrie je krenula očevim stopama i uspješno pohađala sveučilište Indiana State gdje je nastupala za njihovu košarkašku momčad. 31. listopada 1989. Bird se vjenčao s Dinahom Matingly. Posvojili su dvoje djece, sina Connora i kćer Mariah.

## Vanjske poveznice
- Povijesni profil na NBA.com
- Legenda Larry Bird na NBA.com
- Povijest u NBA ligi na NBA.com
- Profil  Arhivirana inačica izvorne stranice od 30. rujna 2013. (Wayback Machine) na SI.com
- Profil  Arhivirana inačica izvorne stranice od 3. travnja 2013. (Wayback Machine) na Basketball-Reference.com
- Profil  Arhivirana inačica izvorne stranice od 17. travnja 2009. (Wayback Machine) na Celticstats.com
- Hall of Fame profil  Arhivirana inačica izvorne stranice od 9. ožujka 2009. (Wayback Machine) na Hoophall.com